# Посіпаки

Посіпаки (жовтий логотип)

Посіпаки (англ. Minions) — істоти жовтого кольору з мультфільму «Нікчемний я» (2010), а також його продовжень і спін-офів. Є персонажами-маскотами студії Illumination Entertainment, підрозділу Universal Studios. За словами видання The New York Times, популярність посіпак й успішне використання їхніх образів студією можна порівняти з Міккі Маусом студії Disney.

## Опис
Посіпаки — істоти жовтого кольору та низького росту, які зазвичай одягнені в робочі комбінезони синього кольору із джинсового матеріалу й носять захисні окуляри. Кількість очей варіюється від одного до двох. У мультфільмі «Посіпаки» (2015) стверджується, що вони існували з самого початку появи життя на Землі. Метою ж свого існування вони поставили знайти головного лиходія планети й служити йому. У короткометражці «Банан», а також у повнометражних мультфільмах показано, що у посіпак є непереборна пристрасть до фруктів, особливо до бананів. Практично всіх посіпак озвучують Кріс Рено і П'єр Коффін — творці франшизи. Винятком є посіпака на ім'я Джеррі з першого фільму, якого озвучив популярний співак Джемейн Клемент.

## Мова посіпак
Посіпаки розмовляють своєю власною мовою, яка являє собою нерозбірливу суміш індонезійської, французької, італійської, іспанської мов, а також хінді. Слова, які звучать, як англійські, були спеціально продубльовані для кожної країни, щоб зробити їх впізнаваними.

## Імена посіпак
Оскільки посіпак загалом досить багато, у мультфільмах та інших медіа згадуються лише деякі з них — Мел, Дейв, Стюарт, Боб, Кевін, Джеррі, Карл, Філ, Пол, Джордж, Тім, Донні, Марк, Ленс, Майк, Кен, Том, Джон, Стів, Норберт, Тоні, Кріс, Ерік і Генрі.